# ミロプロフェン
ミロプロフェン(Miroprofen)とは、プロパン酸系（プロピオン酸系）に分類される、非ステロイド性抗炎症薬(NSAIDs)の1種である。

## 構造

ミロプロフェンの極限構造式。

ミロプロフェンの分子式は C16H14N2O2
、モル質量は266.29456 (g/mol)である。この分子の持つカルボキシ基の隣の炭素（2位の炭素）はキラル中心であるため、ミロプロフェンには1対の鏡像異性体が存在する。これは他のプロパン酸系に分類されるNSAIDsと共通の構造である。

## 生理活性
ミロプロフェンは生理活性を持っており、ヒトに摂取させた場合においても、他のNSAIDsと同様に抗炎症作用、鎮痛作用、解熱作用、抗血小板凝集作用を発揮する。しかし、ミロプロフェンは、その作用を発揮するために他の多くのNSAIDsと同様にシクロオキシゲナーゼを競合阻害するため、消化性潰瘍の発生頻度を上げるなど、NSAIDsが一般に持つ、シクロオキシゲナーゼを阻害したことを原因とする副作用を引き起こすことがある。さらに、その他の副作用として、機序は不明ながら、ミロプロフェンでは眠気が見られることがあったと報告されている
。